# Itzam Cano
Itzam Antonio Cano Espinosa (Ciudad de México) realizó estudios de etnomusicología en la Escuela Nacional de Música de la Universidad Nacional Autónoma de México (ENM-UNAM), de lengua y literatura hispánicas en la Facultad de Filosofía y Letras de la UNAM y contrabajo, bajo eléctrico, teoría del jazz, armonía e improvisación.
A finales del año 2005, ingresa al ensamble Zero Point considerado uno de los más importantes ensambles de free jazz mexicanos. Participa en 2006 en el Japanese New Music Festival (Tatsuya Yoshida, Makoto Kawabata y Atsushi Tsuyama). Para el año 2007, Zero Point, edita su primer disco virtual (DL-CD Download Only Release) en Ayler Records, compañía sueca especializada en la producción y difusión de free jazz histórico y contemporáneo. Es merecedor de la beca Jóvenes Creadores del Fondo Nacional para la Cultura y las Artes (FONCA) 2010-2011. 
Algunos de los músicos con los que ha compartido escenario son:Frode Gjerstad, Elliot Levin, Marco Eneidi, Paal Nilssen-Love, Dennis, Stefan y Aarón Gonzales (Yells at Eels), Dave Dove, Shelley Hirsch, Scott Forrey (vector Trío), Blair Latham, Milo Tamez, Lawrence Williams, etc.
Se ha presentado en festivales como el Ollin Jazz Tlalpan Internacional, el Festival de Improvisación Libre, Free Jazz y Noise "Cha'ak'ab Paaxil" (con sede en Mérida, Yucatán), el Festival Internacional de las Américas en La Habana, etc.
Actualmente es uno de los músicos más activos de free jazz y la música creativa en México, forma parte de Zero Point (con Germán Bringas y Gabriel Lauber); D/ZAZTER ensamble (con Juan castañón, Bruno Angeloni y Gabriel Lauber); Cosmic Brujo Mutafuka trio (con Marco Eneidi y Gabriel Lauber); También dirige y compone para RaraAvis10, ensamble de improvisación formado por diez de los músicos improvisadores más importantes de la escena actual mexicana.
"but when Itzam Cano’s bass resonates, it underscores Peacock’s remarkably influential technique" 
Jeff Stockton, All About Jazz
"Itzam Cano, a young Mexican bassist who demonstrates a pension for furious, pulsating improvisation."
Mike Szajewski, WNUR, Chicago

## Ensambles
- Cosmic Brujo Mutafuka trio
- Zero Point
- D/ZAZTER Ensamble
- RaraAvis10

## Colaboradores más frecuentes
- Gabriel Lauber
- Germán Bringas
- Marco Eneidi